# Carmet
Carmet – jednostka osadnicza w Stanach Zjednoczonych, w stanie Kalifornia, w hrabstwie Sonoma, nad Oceanem Spokojnym.